# Asbjørn Hellum

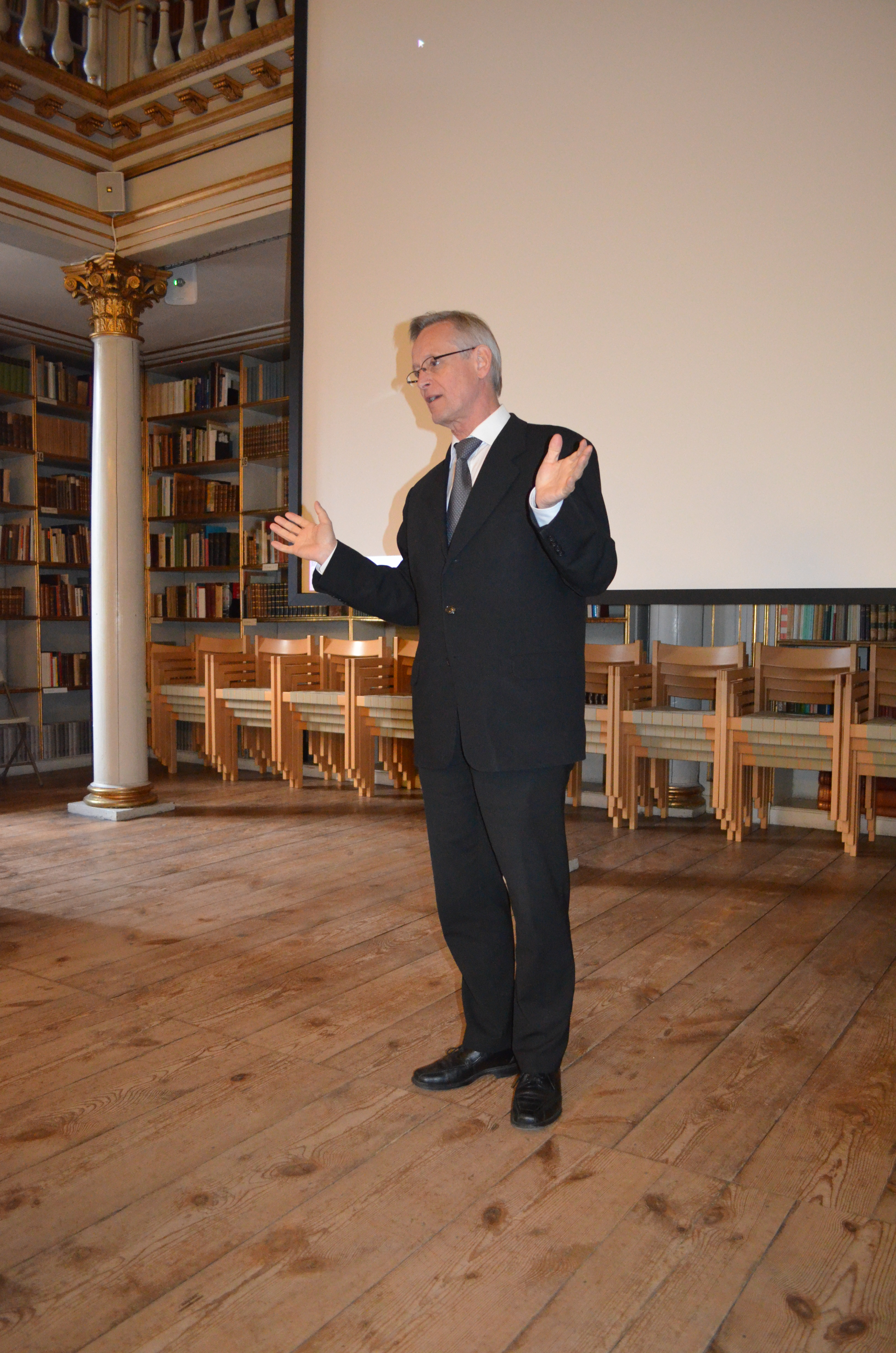
Hellum hielt im November 2012 im Rigsarkiv eine Rede anlässlich des 20-jährigen Bestehens der Dansk Demografisk Database

Asbjørn Hellum (* 24. März 1952 in Brønderslev) ist ein dänischer Historiker und seit November 2009 leitender Archivar (rigsarkivar) des Rigsarkiv.

## Leben
Hellum ist Sohn des Schneiders Gunnar T. Hellum († 2009) und der Beraterin Else K. Hellum († 2004). 1977 heiratete er die ebenfalls aus Brønderslev stammende technische Assistentin Anette.
Hellum studierte bis 1983 Geschichte und Gesellschaftswissenschaften am Ålborg Universitetscenter. Nach der erfolgreichen Beendigung seines Studiums als cand.mag. wurde er zunächst Archivar im heimatgeschichtlichen Archiv der Aalborg Kommune und im August 1985 Leiter des Vejler Stadtarchivs (Vejle Stadsarkiv). Er war jahrelang Leiter der Sammenslutning af Lokalarkiver und an der Gründung der Organisation Danske Arkiver beteiligt, deren erster Leiter er 2006 wurde und bis 2008 blieb.
Nachdem er im Jahr 2000 schon als chefkonsulent in den Staatlichen Archiven war, ist er seit November 2009 als rigsarkivar deren Leiter.
Er ist Verfasser von verschiedenen Büchern zur Vejler Stadtgeschichte.